# الهجوم الربيعي الإيطالي
الهجوم الربيعي الإيطالي، المعروف أيضًا باسم Operazione Primavera (عملية الربيع)، كانت هجومًا في الحرب اليونانية الإيطالية استمر من 9 إلى 16 مارس 1941. كان الهجوم آخر محاولة إيطالية في الحرب لهزيمة القوات اليونانية، التي تقدمت بالفعل عميقًا في ألبانيا التي تسيطر عليها إيطاليا. أشرف الدكتاتور الإيطالي بينيتو موسوليني على بدء الهجوم لكنه انتهى بعد أسبوع بالفشل التام.

## الخلفية
في 28 أكتوبر 1940، أعلنت إيطاليا الفاشية الحرب على اليونان. غزا الجيشان الإيطاليان التاسع والحادي عشر شمال غرب اليونان انطلاقًا من ألبانيا. سرعان ما جرى دحرهم، فشنّ الجيش اليوناني هجومًا مضادًا في عمق الأراضي الألبانية. في فبراير 1941، بدأت الاستعدادات المكثفة لتعزيز خط المواجهة الإيطالي. وبحلول نهاية الشهر، عُززت الفرق الإيطالية الخمس عشرة التي تقاتل في ألبانيا بعشر فرق إضافية. ولرفع معنويات الجنود، أمر بينيتو موسوليني الوحدات بمرافقة أكثر الكوادر الفاشية عدوانية، بالإضافة إلى وزراء الحكومة وكبار المسؤولين.

## العمليات
كان من المقرر أن يتولى موسوليني، الذي وصل إلى تيرانا في 2 مارس 1941، توجيه العملية ومراقبتها؛ وأعلن الراديو الإيطالي أن موسوليني سيقود الهجوم الإيطالي. بدأ الهجوم في 9 مارس، بقيادة الجنرال كارلو جيلوسو، وبدأ بقصف عنيف للمواقع اليونانية بالمدفعية والطائرات. هاجمت إحدى عشرة فرقة مشاة بدعم من الفرقة المدرعة 131 "سينتورو". قصف مدفعي كثيف وقصف جوي؛ على القطاع الرئيسي، الذي تسيطر عليه الفرقة اليونانية الأولى، أُسقطت أكثر من 100000 قذيفة على 6 كـم (3.7 ميل)على الجبهة . ورغم الهجمات المتكررة والقصف العنيف، صمدت مواقع الفرقة الأولى خلال يومي 9 و10 مارس. وُجه الهجوم بشكل رئيسي ضد الفرق الأولى والثانية والخامسة والحادية عشرة والخامسة عشرة والسابعة عشرة من الجيش اليوناني، وتبعته هجمات متكررة للمشاة بين نهري أوسوم وفيوسا، وهي منطقة يسيطر عليها جبل تريبشيني.
في 14 مارس، أدرك الجنرال الإيطالي أوجو كافاليرو فشل الهجمات، فنصح موسوليني بوقف الهجوم. ووقع قتال عنيف على المرتفع 731، الذي هاجمه الإيطاليون 18 مرة وتلته هجمات، سبقتها قصف مدفعي عنيف، يوميًا حتى 24 مارس، وهو اليوم الأخير من الهجوم الإيطالي، دون تحقيق أي نتيجة. استمرت القوات اليونانية في دفاع نشط، تضمن هجمات مضادة واستغلالًا منهجيًّا للتضاريس الملائمة. وكانت العوامل الحاسمة في النجاح اليوناني هي عدم تحييد المدفعية اليونانية وارتفاع الروح المعنوية للقوات اليونانية.

## العواقب

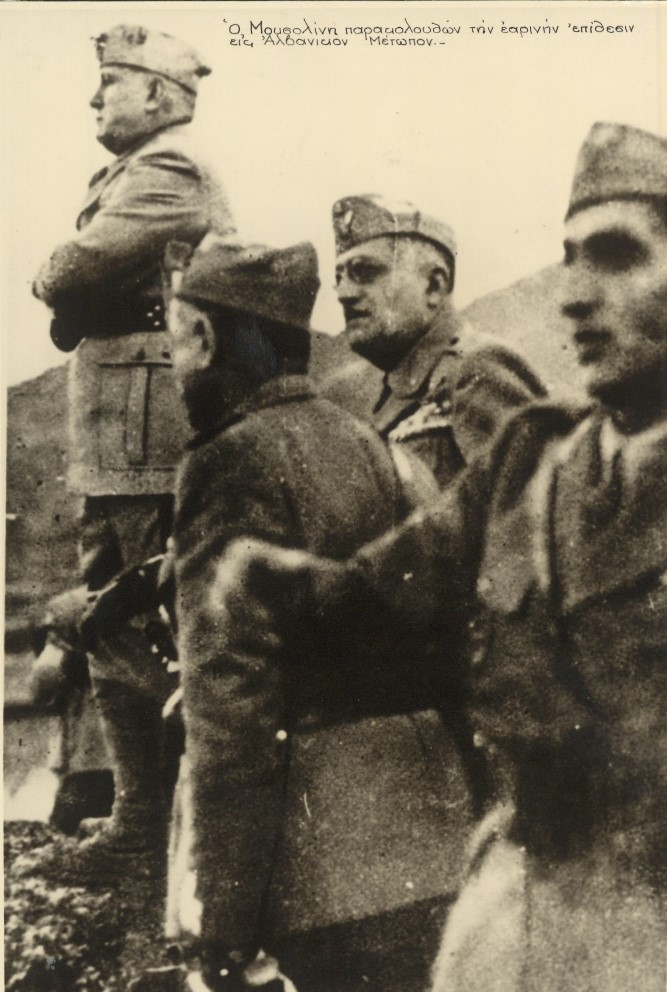
بينيتو موسوليني يشرف على الهجوم

اعترف موسوليني بأن نتيجة الهجوم الإيطالي كانت صفرًا. بلغت الخسائر الإيطالية أكثر من 11800 قُتل وجُرح، بينما عانى اليونانيون 1243 قتيلًا 4016 جرحى و 42 مفقودًا في القتال. بعد الفشل الإيطالي لم يعد بإمكان الألمان أن يتوقعوا أي دعم ملموس من حلفائهم الإيطاليين عندما ساروا ضد اليونان، حيث كانت القوات اليونانية على 16 كيلومتر (10 ميل) اليونان. بعيدًا عن ميناء فلوره الاستراتيجي. مع التدخل الألماني واستسلام اليونان اللاحق في أبريل 1941، أعلن الإيطاليون القطاع حول الارتفاع "731" منطقة مقدسة وأقاموا نصبًا تذكاريًا بسبب الخسائر الفادحة التي تكبدوها.
على الرغم من فشله، إلا أن الهجوم الربيعي استنفد الجيش اليوناني الذي كان يقاتل قوة أكبر عدديًا باستمرار على مدار الأشهر الستة الماضية بدعم مادي بريطاني كبير. بعد الدفاع اليوناني الناجح، لم يكن لدى الجيش اليوناني ككل سوى مخزون شهر واحد من ذخيرة المدفعية الثقيلة، وإمدادات غير كافية لتجهيز احتياطياته؛ فأُرسلت طلبات فورية إلى حلفائهم البريطانيين للحصول على ملايين قذائف المدفعية وعشرات الملايين من طلقات البنادق. وقد ثبت أن هذا الأمر مستحيل لوجستيًّا بالنسبة للبريطانيين.
لم يكن هتلر ليترك حليفته إيطاليا الفاشية لتُهزم في الحرب ضد اليونان، لذا فقد أصدر أوامره بالتدخل العسكري للرايخ الثالث (عملية ماريتا) بالفعل منذ ديسمبر. 1940. بعد أن ضمن التدخل الألماني انتصارًا سريعًا لقوات المحور، اعترف هتلر لاحقًا بأن الغزو الألماني لليونان كان سهلًا إلى حد كبير من خلال سيطرة الإيطاليين على الجزء الأكبر من القوات العسكرية المحدودة في اليونان واستنزافها.

## الحواشي
1. ↑  Zapantis 1982، صفحات 428–584.
2. ↑  Keegan & Mayer 1977، صفحة 600.
3. ↑  Electris & Lindsay 2008، صفحة 187.
4. 1 2  Zapantis 1987، صفحة 54.
5. ↑  Dear & Foot 2001، صفحة 600.
6. 1 2 3 4 5  Sakellariou 1997، صفحات 395–398.
7. ↑  Zōtos 1967، صفحة 39.
8. ↑  Cruickshank 1976، صفحة 130.
9. 1 2  Manchester 1994، صفحة 146.
10. ↑  Chatzēpateras et al. 1995، صفحة 146.
11. 1 2  Gedeon 2001، صفحة 31.
12. ↑  Carr 2013، صفحة 157.
13. ↑  Stockings، C.؛ وآخرون (2013). Swastika over the Acropolis: re-interpreting the Nazi invasion of Greece. Leiden: Brill. ص. 81. ISBN:9789004254596.
14. ↑  Mazower، M. (1995). Inside Hitler's Greece: the experience of occupation, 1941–44. Princeton: دار نشر جامعة ييل. ص. 15. ISBN:9780300065527.
15. ↑  Mario.، Cervi (2005). Storia della guerra di Grecia : ottobre 1940 - aprile 1941. Rizzoli. ISBN:88-17-86640-7. OCLC:898604170.